# Бронепотяг №3 «Влада Радам»
Бронепотяг №3 «Влада Радам» - бронепотяг РСЧА.

## Історія
Виготовлений у січні 1919 р. на Сормовському паровозобудівному заводі. Командир бронепотяга – Мокієвська-Зубок Людмила Наумівна. В січні 1919 р. бронепотяг направлений на територію України в розпорядження командувача 13-ї армії Кожевнікова. Весною 1919 р. бронепотяг діяв в районі Дебальцеве–Куп’янськ. З 1-го червня 1919 р. бронепотяг був перейменований у «Центробронь». Восени 1919 р. бронепотяг був розбитий під Мерефою, але потім відновлений. З 1920 р. бронепотяг діяв на Кавказькому фронті, потім на Туркестанському фронті. 12 грудня 1921 р. бронепотяг перейменований в «Будьонний». У 1922 р. бронепотяг розформований.

## Технічна характеристика
Склад: бронетендер та дві бронеплатформи з кулеметним (системи Максим) та гарматним озброєнням (системи Лендера).